# Oak Ridge (Louisiana)
Oak Ridge è un comune degli Stati Uniti d'America, situato nello Stato della Louisiana, in particolare nella parrocchia di Morehouse.